# Патрік Шенаген
Патрік Майкл Шенаген (англ. Patrick Michael Shanahan; нар. 27 липня 1962, Абердін, штат Вашингтон) — американський бізнесмен, 33-й заступник міністра оборони в адміністрації Трампа, виконувач обов'язків міністра оборони з 1 січня до 23 червня 2019 року.

## Біографія
Здобув ступінь бакалавра наук у галузі машинобудування у Вашингтонському університеті. Також має ступінь магістра (Массачусетський технологічний інститут) і ступінь магістра ділового адміністрування (MIT Sloan школа менеджменту).
Шенаген працював у Boeing з 1986 року, входив до складу виконавчої ради.
Колишній секретар і скарбник Міжнародної ради директорів Американської гелікоптерної спілки, був регентом Вашингтонського університету з 2012 до 2017 року.